# Zeca Afonso
Pour les articles homonymes, voir Afonso.
José Manuel Cerqueira Afonso dos Santos, plus connu sous le nom de Zeca Afonso (2 août 1929 - 23 février 1987) est un compositeur de musique militante portugais. Il a écrit, entre autres, des chansons critiquant le régime salazariste qu'a connu le Portugal entre 1933 et 1974.

## Biographie
Jose Afonso est né le 2 août 1929 à Aveiro, ville dans la région Centre du Portugal. Ses parents étaient José Nepomuceno Afonso dos Santos, exerçant la profession de magistrat, et Maria das Dores Dantas Cerqueira, étant institutrice. Il vit une partie de son enfance en Angola et au Mozambique (où son père commence sa carrière de magistrat) sauf les premières quatre années, passées sur sa terre natale, avec sa famille maternelle. Il étudie au lycée et à l'université de Coimbra complétant ses études en Sciences historico-philosophiques. Il commence à chanter des sérénades et des balades plus ou moins bohèmes vers sa sixième année de lycée en 1949. À partir de là, il parcourt le pays, en chantant et en se mêlant surtout aux milieux populaires.
Il exerce l'enseignement, d'abord privé et ensuite public, en divers endroits : Mangualde (avant sa licence), Aljustrel, Lagos, Faro, Alcobaça et de nouveau Faro.
Du fado de Coimbra, il passe graduellement à ce qu'on nomme conventionnellement la ballade (Menino d'Oiro, 1962), et de là, à la chanson d'intervention politique (Menino do Bairro Negro, 1963), outrepassant cependant des frontières thématiques et musicales sans cesser d'être toujours un chanteur-compositeur politiquement impliqué avec les exploités et les opprimés.
De 1964 à 1967, il est professeur au Mozambique, à Maputo (ex Lourenço Marques) et à Beira. De retour au Portugal, il s'installe avec sa famille à Setúbal, où il enseigne jusqu'à ce qu'il soit expulsé de l'enseignement officiel pour motifs politiques en 1968. Il a recours alors aux leçons particulières et à la production musicale dont il finit par faire son « activité professionnelle ». Il fonde, avec d'autres artistes, le Cercle Culturel de Setúbal.
Dans les cinq ans précédant la chute du régime salazariste, il exerce, par la pédagogie du chant et de la parole, une action d'agitation et de conscientisation politiques dans des collectivités culturelles et récréatives, dans des associations académiques et dans des organisations populaires, et, à l'étranger, parmi les colonies d'émigrants. Il est arrêté et emprisonné quelque temps, dans la prison politique de Caxias, le 29 avril 1973, en conséquence d'une période de poursuites persécutrices et de détentions exercées par la PIDE, la police politique de l'Estado Novo.
En 1971, Jose Afonso va produire au Château d'Hérouville sa chanson la plus connue, Grândola, Vila Morena. Parlant de la ville de Grândola, elle sera interdite par le régime de Salazar en raison des idées communistes qu'elle propagerait. Elle sera utilisée comme signal d'alarme au MFA (Mouvement des forces armées progressistes) pour renverser l'Estado Novo aux petites heures du matin, le 25 avril 1974.
Après la révolution des Œillets, il se dédie à l'appui des organisations populaires «de base» agissant auprès des associations d'habitants, de travailleurs, des coopératives de production agricole, etc. Il appuie la candidature d'Otelo Saraiva de Carvalho pour la présidence du Portugal.
Ses derniers spectacles vont se dérouler en 1983 aux colisées de Lisbonne et Porto.
Il meurt à Setúbal, le 23 février 1987, à 57 ans, victime d'une sclérose latérale amyotrophique.

## Chansons
- Verdes são os campos
- Grândola, Vila Morena
- Vejam Bem
- Cantar alentejano chanson à la mémoire de Catarina Eufémia